# Serie animate televisive degli anni 1970
Questa è la lista delle serie animate televisive trasmesse sulle reti televisive di tutto il mondo dal 1970 al 1979. Questa lista include anche le serie di cortometraggi come The Bugs Bunny Show.

## Anni 1970

### 1970
| Titolo                     | Episodi | Paese d'origine        | Anno      | Note |
| -------------------------- | ------- | ---------------------- | --------- | ---- |
| Mio Mao                    | 99      | Italia (bandiera)      | 1970      |      |
| Rocky Joe                  | 79      | Giappone (bandiera)    | 1970–1971 |      |
| Ugo re del Judo            | 104     | Giappone (bandiera)    |           |      |
| Le avventure dell'Ape Magà | 91      | Giappone (bandiera)    | 1970–1971 |      |
| Arrivano i Superboys       | 52      | Giappone (bandiera)    | 1970–1971 |      |
| Nero, cane di leva         | 26      | Giappone (bandiera)    | 1970–1971 |      |
| Una sirenetta tra noi      | 48      | Giappone (bandiera)    | 1970–1971 |      |
| Groovie Goolies            | 16      | Stati Uniti (bandiera) | 1970      |      |
| Harlem Globetrotters       | 22      | Stati Uniti (bandiera) | 1970–1971 |      |
| Josie e le Pussycats       | 16      | Stati Uniti (bandiera) | 1970–1972 |      |
| Lancillotto 008            | 17      | Stati Uniti (bandiera) | 1970–1972 |      |
| I selvaggi                 | 10      | Stati Uniti (bandiera) | 1970      |      |
| Jerry Lewis Show           | 18      | Stati Uniti (bandiera) | 1970      |      |

### 1971
| Titolo                       | Episodi | Paese d'origine        | Anno                 | Note |
| ---------------------------- | ------- | ---------------------- | -------------------- | ---- |
| La Linea                     | 91      | Italia (bandiera)      | 1971                 |      |
| Mr. Benn                     | 13      | Regno Unito (bandiera) | 1971                 |      |
| Le fiabe di Andersen         | 52      | Giappone (bandiera)    | 1971                 |      |
| Jane e Micci                 | 26      | Giappone (bandiera)    | 1971                 |      |
| GeGeGe no Kitaro             | 45      | Giappone (bandiera)    | 1971–1972            |      |
| Le avventure di Lupin III    | 23      | Giappone (bandiera)    | 1971–1972            |      |
| I bon bon magici di Lilly    | 26      | Giappone (bandiera)    | 1971–1972            |      |
| Hela Supergirl               | 26      | Giappone (bandiera)    | 1971–1972            |      |
| Tensai Bakabon               | 213     | Giappone (bandiera)    | 1971–1972, 1975–1977 |      |
| Ippotommaso                  | 558     | Giappone (bandiera)    | 1971                 |      |
| Ryu il ragazzo delle caverne | 22      | Giappone (bandiera)    |                      |      |
| Obake no Q-tarō              |         | Giappone (bandiera)    |                      |      |
| Napo orso capo               | 16      | Stati Uniti (bandiera) | 1971–1972            |      |
| Il fantasma burlone          | 17      | Stati Uniti (bandiera) | 1971–1972            |      |
| I figli degli Antenati       | 20      | Stati Uniti (bandiera) | 1971–1972            |      |
| The Jackson 5ive             | 23      | Stati Uniti (bandiera) | 1971–1973            |      |

### 1972
| Titolo                                   | Episodi | Paese d'origine                         | Anno                 | Note |
| ---------------------------------------- | ------- | --------------------------------------- | -------------------- | ---- |
| Calimero                                 | 45      | Italia (bandiera) · Giappone (bandiera) | 1974–1975            |      |
| Le nuove avventure di Pinocchio          | 52      | Giappone (bandiera)                     |                      |      |
| Tamagon risolve tutto                    | 195     | Giappone (bandiera)                     |                      |      |
| Devilman                                 | 39      | Giappone (bandiera)                     | 1972–1973            |      |
| Astroganga                               | 26      | Giappone (bandiera)                     | 1972                 |      |
| Moon Mask Rider                          | 39      | Giappone (bandiera)                     | 1972                 |      |
| La maga Chappy                           | 39      | Giappone (bandiera)                     | 1972                 |      |
| Mazinga Z                                | 92      | Giappone (bandiera)                     | 1972–1974            |      |
| Shin Moomin                              | 52      | Giappone (bandiera)                     | 1972                 |      |
| Gatchaman                                | 105     | Giappone (bandiera)                     | 1972–1974, 1978–1980 |      |
| Toriton                                  | 27      | Giappone (bandiera)                     | 1972                 |      |
| Il clan di Charlie Chan                  | 16      | Stati Uniti (bandiera)                  | 1972                 |      |
| The Brady Kids                           | 22      | Stati Uniti (bandiera)                  | 1972–1974            |      |
| Albertone                                | 109     | Stati Uniti (bandiera)                  | 1972–1984            |      |
| The Flintstone Comedy Hour               | 16      | Stati Uniti (bandiera)                  | 1972–1973            |      |
| Josie e le Pussycats nello spazio        | 16      | Stati Uniti (bandiera)                  | 1972–1974            |      |
| The New Scooby-Doo Movies                | 24      | Stati Uniti (bandiera)                  | 1972–1973            |      |
| The Osmonds                              | 17      | Stati Uniti (bandiera)                  | 1972                 |      |
| S.P.Q.R. - Sembrano Proprio Quasi Romani | 13      | Stati Uniti (bandiera)                  | 1972                 |      |
| Sealab 2020                              | 13      | Stati Uniti (bandiera)                  | 1972                 |      |
| Aspettando il ritorno di papà            | 48      | Stati Uniti (bandiera)                  | 1972–1974            |      |
| La valle dei gatti                       | 13      | Stati Uniti (bandiera)                  | 1972                 |      |
| Przygody Bolka i Lolka                   | 63      | Polonia (bandiera)                      | 1972–1980            |      |

### 1973
| Titolo                            | Episodi | Paese d'origine        | Anno      | Note        |
| --------------------------------- | ------- | ---------------------- | --------- | ----------- |
| La banda dei ranocchi             | 39      | Giappone (bandiera)    | 1973      |             |
| Doraemon (prima serie)            | 26      | Giappone (bandiera)    | 1973      |             |
| Dororon Enma-kun                  | 25      | Giappone (bandiera)    | 1973      |             |
| Le favole della foresta           | 52      | Giappone (bandiera)    | 1973      |             |
| Babil Junior                      | 39      | Giappone (bandiera)    | 1973      |             |
| Jenny la tennista                 | 26      | Giappone (bandiera)    | 1973–1974 |             |
| Kyashan - Il ragazzo androide     | 35      | Giappone (bandiera)    | 1973–1974 |             |
| Cutie Honey                       | 25      | Giappone (bandiera)    | 1973–1974 |             |
| Cybernella                        | 26      | Giappone (bandiera)    | 1973      |             |
| Gli gnomi delle montagne          | 26      | Giappone (bandiera)    | 1973      |             |
| Microsuperman                     | 26      | Giappone (bandiera)    |           |             |
| Sam il ragazzo del West           | 52      | Giappone (bandiera)    |           |             |
| The Wombles                       | 60      | Regno Unito (bandiera) | 1973–1975 | Stop-Motion |
| La famiglia Addams                | 16      | Stati Uniti (bandiera) | 1973      |             |
| Butch Cassidy                     | 13      | Stati Uniti (bandiera) | 1973      |             |
| Goober e i cacciatori di fantasmi | 16      | Stati Uniti (bandiera) | 1973      |             |
| Inch High l'occhio privato        | 13      | Stati Uniti (bandiera) | 1973      |             |
| Jeannie                           | 16      | Stati Uniti (bandiera) | 1973      |             |
| Lassie e la squadra di soccorso   | 16      | Stati Uniti (bandiera) | 1972–1973 |             |
| Mission: Magic!                   | 16      | Stati Uniti (bandiera) | 1973      |             |
| My Favorite Martians              | 16      | Stati Uniti (bandiera) | 1973      |             |
| Schoolhouse Rock!                 | 78      | Stati Uniti (bandiera) | 1973–1996 |             |
| Speed Buggy                       | 16      | Stati Uniti (bandiera) | 1973      |             |
| Star Trek - La serie animata      | 22      | Stati Uniti (bandiera) | 1973–1974 |             |
| I Superamici                      | 109     | Stati Uniti (bandiera) | 1973–1985 |             |
| L'arca di Yoghi                   | 17      | Stati Uniti (bandiera) | 1973      |             |

### 1974
| Titolo                             | Episodi | Paese d'origine                                                | Anno      | Note |
| ---------------------------------- | ------- | -------------------------------------------------------------- | --------- | ---- |
| Capitan Nemo                       | 78      | Canada (bandiera)                                              | 1974–1978 |      |
| La corazzata Yamato                |         | Giappone (bandiera)                                            | 1974      |      |
| Chobin, il principe stellare       | 26      | Giappone (bandiera)                                            | 1974      |      |
| Il ritorno dell'Ape Magà           | 26      | Giappone (bandiera)                                            | 1974      |      |
| Coccinella                         | 104     | Giappone (bandiera)                                            | 1974-1976 |      |
| Hurricane Polimar                  | 26      | Giappone (bandiera)                                            | 1974–1975 |      |
| Vicky il vichingo                  | 78      | Giappone (bandiera) · Germania (bandiera) · Austria (bandiera) | 1974–1975 |      |
| Barbapapa                          |         | Giappone (bandiera)                                            | 1974      |      |
| Bia, la sfida della magia          | 72      | Giappone (bandiera)                                            | 1974–1975 |      |
| Getter Robot                       | 51      | Giappone (bandiera)                                            | 1974–1975 |      |
| Giatrus, il primo uomo             | 77      | Giappone (bandiera)                                            | 1974–1976 |      |
| Il Grande Mazinga                  | 56      | Giappone (bandiera)                                            | 1974–1975 |      |
| Heidi                              | 52      | Giappone (bandiera)                                            | 1974      |      |
| Le magiche storie di Gatto Teodoro | 13      | Regno Unito (bandiera)                                         | 1974      |      |
| Roobarb                            | 30      | Regno Unito (bandiera)                                         | 1974      |      |
| Devlin                             | 16      | Stati Uniti (bandiera)                                         | 1974      |      |
| La furia di Hong Kong              | 16      | Stati Uniti (bandiera)                                         | 1974      |      |
| La famiglia Partridge 2200 A.D.    | 16      | Stati Uniti (bandiera)                                         | 1974      |      |
| The New Adventures of Gilligan     | 24      | Stati Uniti (bandiera)                                         | 1974–1975 |      |
| These Are the Days                 | 16      | Stati Uniti (bandiera)                                         | 1974–1975 |      |
| La valle dei dinosauri             | 16      | Stati Uniti (bandiera)                                         | 1974      |      |
| Wheelie and the Chopper Bunch      | 13      | Stati Uniti (bandiera)                                         | 1974      |      |

### 1975
| Titolo                           | Episodi | Paese d'origine                           | Anno      | Note |
| -------------------------------- | ------- | ----------------------------------------- | --------- | ---- |
| Agaton Sax                       |         | Svezia (bandiera)                         | 1975      |      |
| Boule e Bill                     | 26      | Francia (bandiera)                        | 1975      |      |
| Pepero                           | 26      | Giappone (bandiera)                       | 1975      |      |
| Shirab, il ragazzo di Bagdad     | 42      | Giappone (bandiera)                       | 1975      |      |
| Le avventure di Gamba            | 26      | Giappone (bandiera)                       | 1975      |      |
| Ikkyusan                         | 298     | Giappone (bandiera)                       | 1975      |      |
| Laura                            | 26      | Giappone (bandiera)                       | 1975      |      |
| Don Chuck Castoro                | 99      | Giappone (bandiera)                       | 1975      |      |
| Kum Kum il cavernicolo           | 26      | Giappone (bandiera)                       | 1975      |      |
| L'ape Maia                       | 55      | Giappone (bandiera) · Germania (bandiera) | 1975–1976 |      |
| Il Tulipano Nero                 | 39      | Giappone (bandiera)                       | 1975      |      |
| Il fedele Patrash                | 52      | Giappone (bandiera)                       | 1975      |      |
| Tekkaman                         | 26      | Giappone (bandiera)                       | 1975      |      |
| Il Prode Raideen                 | 50      | Giappone (bandiera)                       | 1975–1976 |      |
| Jeeg robot d'acciaio             | 46      | Giappone (bandiera)                       | 1975–1976 |      |
| La macchina del tempo            | 63      | Giappone (bandiera)                       | 1975–1976 |      |
| Getter Robot G                   | 39      | Giappone (bandiera)                       | 1975–1976 |      |
| UFO Robot Goldrake               | 74      | Giappone (bandiera)                       | 1975–1977 |      |
| Il gorilla Lilla                 | 16      | Stati Uniti (bandiera)                    | 1975–1978 |      |
| L'incredibile coppia             | 16      | Stati Uniti (bandiera)                    | 1975      |      |
| Return to the Planet of the Apes | 13      | Stati Uniti (bandiera)                    | 1975      |      |
| The Secret Lives of Waldo Kitty  | 13      | Stati Uniti (bandiera)                    | 1975      |      |
| The Tom & Jerry Show             | 16      | Stati Uniti (bandiera)                    | 1975      |      |
| Grisù il draghetto               | 52      | Italia (bandiera)                         | 1975–1976 |      |

### 1976
| Titolo                                 | Episodi | Paese d'origine        | Anno      | Note |
| -------------------------------------- | ------- | ---------------------- | --------- | ---- |
| Born Free - Il risveglio dei dinosauri | 25      | Giappone (bandiera)    | 1976      |      |
| Marco                                  | 52      | Giappone (bandiera)    | 1976      |      |
| Gaiking                                | 44      | Giappone (bandiera)    | 1976–1977 |      |
| Gloyzer X                              | 36      | Giappone (bandiera)    | 1976–1977 |      |
| Bambino Pinocchio                      | 52      | Giappone (bandiera)    | 1976–1977 |      |
| UFO Diapolon - Guerriero spaziale      | 26      | Giappone (bandiera)    | 1976–1977 |      |
| Gackeen il robot magnetico             | 39      | Giappone (bandiera)    | 1976–1977 |      |
| Astro Robot contatto Ypsilon           | 38      | Giappone (bandiera)    | 1976–1977 |      |
| La piccola Lulù                        | 26      | Giappone (bandiera)    | 1976–1977 |      |
| Candy Candy                            | 115     | Giappone (bandiera)    | 1976–1979 |      |
| Mr. Baseball                           | 163     | Giappone (bandiera)    | 1976–1979 |      |
| Combattler V                           | 54      | Giappone (bandiera)    | 1976–1977 |      |
| Il fantastico mondo di Paul            | 50      | Giappone (bandiera)    | 1976–1977 |      |
| Le avventure di Huckleberry Finn       | 26      | Giappone (bandiera)    | 1976      |      |
| Godam                                  | 36      | Giappone (bandiera)    | 1976      |      |
| Falco il superbolide                   | 21      | Giappone (bandiera)    | 1976      |      |
| Clue Club                              | 16      | Stati Uniti (bandiera) | 1976      |      |
| Blue Falcon e Cane Prodigio            | 20      | Stati Uniti (bandiera) | 1976–1977 |      |
| Jabber Jaw                             | 16      | Stati Uniti (bandiera) | 1976      |      |
| The Scooby-Doo Show                    | 40      | Stati Uniti (bandiera) | 1976–1978 |      |
| The Scooby-Doo/Dynomutt Hour           | 16      | Stati Uniti (bandiera) | 1976      |      |
| Tarzan, signore della giungla          | 36      | Stati Uniti (bandiera) | 1976–1979 |      |
| Mumbly                                 | 16      | Stati Uniti (bandiera) | 1976–1977 |      |

### 1977
| Titolo                            | Episodi | Paese d'origine        | Anno            | Note |
| --------------------------------- | ------- | ---------------------- | --------------- | ---- |
| The Toothbrush Family             | 20      | Australia (bandiera)   | 1977            |      |
| Guyslugger                        | 20      | Giappone (bandiera)    | 1977            |      |
| Mechander Robot                   | 35      | Giappone (bandiera)    | 1977            |      |
| Jetter Mars                       | 27      | Giappone (bandiera)    | 1977            |      |
| Mimì e le ragazze della pallavolo | 23      | Giappone (bandiera)    | 1977            |      |
| Rascal, il mio amico orsetto      | 52      | Giappone (bandiera)    | 1977            |      |
| Balatak                           | 31      | Giappone (bandiera)    | 1977–1978       |      |
| Vultus V                          | 40      | Giappone (bandiera)    | 1977–1978       |      |
| Supercar Gattiger                 | 26      | Giappone (bandiera)    | 1977            |      |
| I-Zenborg                         | 39      | Giappone (bandiera)    | 1977–1978       |      |
| Ginguiser                         | 26      | Giappone (bandiera)    | 1977            |      |
| Il fichissimo del baseball        | 53      | Giappone (bandiera)    | 1977–1978       |      |
| Zambot 3                          | 23      | Giappone (bandiera)    | 1977–1978       |      |
| Capitan Jet                       | 27      | Giappone (bandiera)    | 1977            |      |
| Remì le sue avventure             | 51      | Giappone (bandiera)    | 1977–1978       |      |
| Danguard                          | 56      | Giappone (bandiera)    | 1977–1978       |      |
| Angie Girl                        | 26      | Giappone (bandiera)    | 1977–1978       |      |
| Grand Prix e il campionissimo     | 44      | Giappone (bandiera)    | 1977–1978       |      |
| Tommy, la stella dei Giants       | 75      | Giappone (bandiera)    | 1977–1978, 1979 |      |
| Yattaman                          | 108     | Giappone (bandiera)    | 1977–1979       |      |
| Le nuove avventure di Lupin III   | 155     | Giappone (bandiera)    | 1977–1980       |      |
| Jacky, l'orso del monte Tallac    | 26      | Giappone (bandiera)    | 1977            |      |
| Io sono Teppei                    | 28      | Giappone (bandiera)    | 1977-1978       |      |
| Temple e Tam-Tam                  | 26      | Giappone (bandiera)    | 1977-1978       |      |
| Charlotte                         | 30      | Giappone (bandiera)    | 1977-1978       |      |
| Pat, la ragazza del baseball      | 25      | Giappone (bandiera)    | 1977-1979       |      |
| Baggy Pants e gli svitati         | 13      | Stati Uniti (bandiera) | 1977            |      |
| Capitan Cavey e le teen angels    | 40      | Stati Uniti (bandiera) | 1977–1980       |      |
| Gli orsi radioamatori             | 13      | Stati Uniti (bandiera) | 1977            |      |
| Fred Flintstone and Friends       | 16      | Stati Uniti (bandiera) | 1977–1978       |      |
| Olimpiadi della risata            | 24      | Stati Uniti (bandiera) | 1977–1978       |      |
| Le nuove avventure di Batman      | 16      | Stati Uniti (bandiera) | 1977            |      |
| The Robonic Stooges               | 32      | Stati Uniti (bandiera) | 1977–1978       |      |

### 1978
| Titolo                                 | Episodi | Paese d'origine        | Anno      | Note |
| -------------------------------------- | ------- | ---------------------- | --------- | ---- |
| Le avventure di Balanel                |         | Romania (bandiera)     | 1978      |      |
| Aiuto, Supernonna!                     | 27      | Germania (bandiera)    | 1978      |      |
| Balthazar il millepiedi                | 60      | Francia (bandiera)     | 1978-1982 |      |
| C'era una volta l'uomo                 | 26      | Francia (bandiera)     | 1978      |      |
| Wattoo Wattoo                          | 60      | Francia (bandiera)     | 1978      |      |
| Quaq Quao                              | 26      | Italia (bandiera)      | 1978      |      |
| Starzinger                             | 73      | Giappone (bandiera)    | 1978–1979 |      |
| Il piccolo principe                    | 39      | Giappone (bandiera)    | 1978–1979 |      |
| Jenny la tennista                      |         | Giappone (bandiera)    |           |      |
| Conan il ragazzo del futuro            | 26      | Giappone (bandiera)    | 1978      |      |
| Peline Story                           | 53      | Giappone (bandiera)    | 1978      |      |
| L'isola del tesoro                     | 26      | Giappone (bandiera)    | 1978-1979 |      |
| Lilli, un guaio tira l'altro           | 45      | Giappone (bandiera)    | 1978–1979 |      |
| Capitan Harlock                        | 42      | Giappone (bandiera)    | 1978–1979 |      |
| Daitarn 3                              | 40      | Giappone (bandiera)    | 1978–1979 |      |
| Daikengo                               | 26      | Giappone (bandiera)    |           |      |
| Capitan Futuro                         | 53      | Giappone (bandiera)    | 1978–1979 |      |
| Galaxy Express 999                     | 113     | Giappone (bandiera)    | 1978–1981 |      |
| General Daimos                         | 44      | Giappone (bandiera)    | 1978–1979 |      |
| Uchū senkan Yamato 2                   |         | Giappone (bandiera)    |           |      |
| Gatchaman 2                            | 52      | Giappone (bandiera)    | 1978–1979 |      |
| Mademoiselle Anne                      | 42      | Giappone (bandiera)    | 1978–1979 |      |
| Godzilla                               | 26      | Stati Uniti (bandiera) | 1978–1981 |      |
| Le nuove avventure di Braccio di Ferro | 35      | Stati Uniti (bandiera) | 1978–1983 |      |
| Crazylegs Crane                        | 16      | Stati Uniti (bandiera) | 1978      |      |
| Dinky Dog                              | 32      | Stati Uniti (bandiera) | 1978–1981 |      |
| Attenti a Luni                         | 32      | Stati Uniti (bandiera) | 1978–1980 |      |
| I buffoni dello spazio                 | 13      | Stati Uniti (bandiera) | 1978–1979 |      |

### 1979
| Titolo                             | Episodi | Paese d'origine        | Anno      | Note |
| ---------------------------------- | ------- | ---------------------- | --------- | ---- |
| Star Blazers                       | 77      | Stati Uniti (bandiera) | 1979-1984 |      |
| Anna dai capelli rossi             | 50      | Giappone (bandiera)    | 1979      |      |
| Cyborg 009 (seconda serie)         | 50      | Giappone (bandiera)    |           |      |
| Daltanious                         | 47      | Giappone (bandiera)    | 1979–1980 |      |
| La spada di King Arthur            | 52      | Giappone (bandiera)    | 1979–1980 |      |
| Lulù l'angelo tra i fiori          | 50      | Giappone (bandiera)    | 1979–1980 |      |
| Zenderman                          | 52      | Giappone (bandiera)    | 1979–1980 |      |
| Mobile Suit Gundam                 | 43      | Giappone (bandiera)    | 1979–1980 |      |
| Lady Oscar                         | 40      | Giappone (bandiera)    | 1979–1980 |      |
| Gordian                            | 73      | Giappone (bandiera)    | 1979–1981 |      |
| Tansor 5 - Avventura nella scienza | 34      | Giappone (bandiera)    |           |      |
| Doraemon                           | 1787    | Giappone (bandiera)    | 1979–2005 |      |
| Jeanie dai lunghi capelli          | 13      | Giappone (bandiera)    |           |      |
| Le avventure di Marco Polo         | 43      | Giappone (bandiera)    | 1979–1980 |      |
| La balena Giuseppina               | 24      | Giappone (bandiera)    | 1979      |      |
| L'orsetto Mysha                    | 26      | Giappone (bandiera)    | 1979-1980 |      |
| Julie rosa di bosco                | 13      | Giappone (bandiera)    | 1979      |      |
| Isabelle de Paris                  | 13      | Giappone (bandiera)    | 1979      |      |
| Lo scoiattolo Banner               | 26      | Giappone (bandiera)    | 1979      |      |
| La piccola Nell                    | 26      | Giappone (bandiera)    | 1979-1980 |      |
| Blue Noah - Mare spaziale          | 27      | Giappone (bandiera)    | 1979-1980 |      |
| Buford e il galoppo fantasma       | 13      | Stati Uniti (bandiera) | 1979      |      |
| Casper and the Angels              | 13      | Stati Uniti (bandiera) | 1979      |      |
| La Cosa                            | 13      | Stati Uniti (bandiera) | 1979      |      |
| Flash Gordon                       | 32      | Stati Uniti (bandiera) | 1979–1980 |      |
| L'impareggiabile Lady Gomma        | 16      | Stati Uniti (bandiera) | 1979      |      |
| Scooby-Doo & Scrappy-Doo           | 16      | Stati Uniti (bandiera) | 1979-1980 |      |
| Donna Ragno                        | 16      | Stati Uniti (bandiera) | 1979–1980 |      |